# Salvador Puig Antich

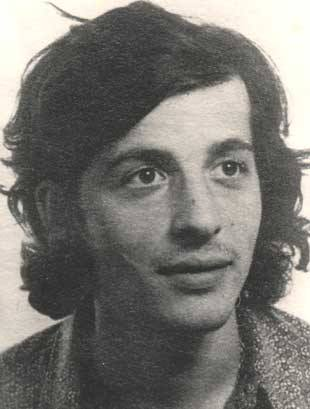
Salvador Puig Antich

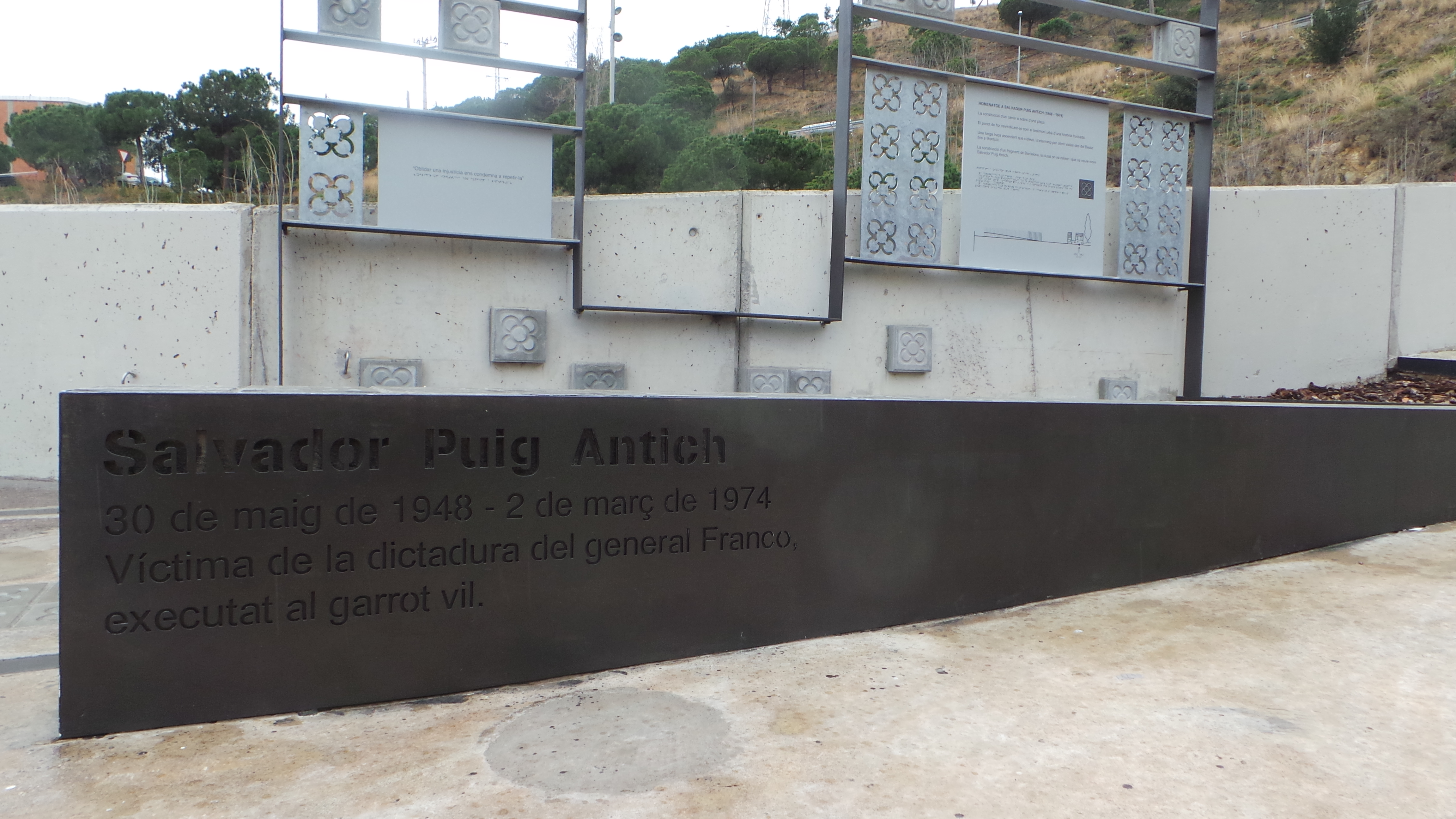
Denkmal in Barcelona

Salvador Puig i Antich (* 30. Mai 1948 in Barcelona; † 2. März 1974 ebenda) war ein katalanischer Anarchist. Zusammen mit dem am selben Tag in Tarragona hingerichteten DDR-Flüchtling Georg Michael Welzel war er eines der letzten Opfer der Todesstrafe in Spanien.

## Leben
Salvador war das dritte von insgesamt sechs Kindern einer Arbeiterfamilie. Sein Vater Joaquim Puig gehörte in der Zeit der zweiten spanischen Republik zur Gruppierung Acció Catalana. 1939 floh er nach Frankreich, wurde dort im Internierungslager Argelès-sur-Mer festgehalten, kehrte jedoch nach Spanien zurück und wurde dort zum Tode verurteilt. Als Jugendlicher besuchte Salvador die religiöse Schule La Salle Bonanova, von der er jedoch wegen mangelnder Disziplin verwiesen wurde. Mit sechzehn nahm er Kurse in der Abendschule Institut Maragall. Hier freundete er sich mit Xavier Garriga und den Brüdern Oriol und Ignasi Solé Sugranyes an, die später alle Mitglieder der MIL – Movimiento Ibérico de Liberación (‚Iberische Befreiungsbewegung‘) – wurden.
Beeindruckt von den Ereignissen des Mai 68 in Frankreich entschloss er sich, am Kampf gegen das Regime Francos teilzunehmen. Seine politische Aktivität begann bei der Gewerkschaftsbewegung Comisiones Obreras (CC.OO.), die er im Studentenrat des Institut Maragall vertrat. Seine Ansichten wandten sich rasch anarchistischen Ideen zu, die Hierarchien und Bevormundung in Gewerkschafts- und politischen Organisationen beim politischen Kampf um die Gleichberechtigung der Arbeiterklasse ablehnten.
Nach seiner Immatrikulation für das Studium der Wirtschaftswissenschaften musste er seinen Militärdienst als Sanitäter auf Ibiza ableisten. Später gesellte er sich zum militärischen Flügel der MIL. Hier war er oft Fahrer bei den Aktionen seiner Gruppe, die meistens Banken ausraubte und mit der Beute Flugblätter finanzierte sowie Streikende und inhaftierte Mitglieder unterstützte. Die Gruppe bewegte sich mit Leichtigkeit im politischen Untergrund und hielt sich oft in Frankreich auf, wo sie mit ehemals militanten Anhängern der anarchistischen Gewerkschaftsbewegung Confederación Nacional del Trabajo (CNT) in Verbindung stand.
Im August 1973 traf sich die Gruppe in Frankreich zu einer Versammlung der MIL, in der es um deren Selbstauflösung ging. Einen Monat später, nach einem weiteren bewaffneten Banküberfall, setzte eine massive Fahndungswelle der spanischen Polizei gegen die Mitglieder der MIL ein. Einzelne Mitglieder gingen ins Netz, wurden zum Teil schwer gefoltert und als Lockvögel für ihre Mitstreiter benutzt.
Am 25. September 1973 griff die Polizei in der Carrer Girona 70 in Barcelona zu, um mehrere MIL-Aktivisten zu verhaften. Hierbei kam es zum Schusswechsel, bei dem Puig Antich schwer verletzt wurde und Francisco Anguas Barragán von der Guardia Civil ums Leben kam. Obwohl Indizien darauf hinwiesen, dass der Schuss nicht aus seiner Waffe kam, wurde Puig Antich am 7. Januar 1974 wegen Mordes an dem Guardia-Civil-Beamten zum Tode verurteilt. Das Urteil wurde von einem Militärgericht gefällt und ist geprägt vom Rachedurst des Regimes nach dem geglückten Attentat auf den Regierungschef und persönlichen Vertrauten Francos, Luis Carrero Blanco, am 20. Dezember 1973.
In Barcelona und an vielen anderen europäischen Orten fanden Demonstrationen zu seiner Freilassung statt. Der spanische Vertreter bei der EWG wurde vor der Vollstreckung des Todesurteils gewarnt. Laut spanischen Quellen soll sich auch Papst Paul VI. für Puig Antich eingesetzt haben, ebenso wie verschiedene katholische Gruppen in Spanien. Franco und seine Mitregierenden gingen auf keine der Interventionen ein.
Am 2. März 1974 wurde das Urteil im Gefängnis Modelo in Barcelona vollstreckt. Der Tod wurde vom staatlich bestellten Henker mit Hilfe der Garrotte herbeigeführt. Puig Antich ist damit zusammen mit dem DDR-Flüchtling Georg Michael Welzel der letzte Verurteilte, der in Spanien auf diese Weise hingerichtet wurde. Puig Antich ist im Cementiri de Montjuïc bestattet. Sein Name steht heute auch auf einer der vielen Stelen auf dem Montjuïc-Friedhof, die der Opfer des Franco-Regimes gedenken.

## Nachwirkung
Für die zwischenstaatlichen Beziehungen zwischen Deutschland und Spanien hatte seine Hinrichtung zur Folge, dass der eigentlich für den Herbst 1975 geplante Besuch des Segelschulschiffs Gorch Fock in Vigo diskret abgesagt wurde.
Im Jahr 2005 verfilmte der spanische Regisseur Manuel Huerga das Leben Salvador Puig Antichs unter dem Titel Salvador – Kampf um die Freiheit. Die Hauptrolle spielt der in Barcelona geborene deutsche Schauspieler Daniel Brühl. Kinostart der deutschen Fassung war im September 2007.
Salvador Puig Antichs Familie bemühte sich später um die juristische Aufarbeitung des Falls. Am 31. Oktober 2014 erließ die argentinische Richterin María Romilda Servini de Cubría einen internationalen Haftbefehl gegen mehrere Beamte der Franco-Diktatur, die an der Hinrichtung beteiligt waren, um sie vernehmen zu können. Unter anderem wegen der Unterzeichnung des Todesurteils gegen Salvador Puig Antich wurden die ehemaligen Minister Antonio Carro Martínez, José Utrera Molina, Antonio Barrera de Irimo und Licinio de la Fuente angeklagt. Im August 2020 wurde die Klage gegen den Richter abgewiesen, der Salvador Puig Antich zum Tode verurteilt hatte. Die Schwester und der Stadtrat von Barcelona hatten die Klage eingereicht. Das Gericht argumentierte, dass das spanische Amnestiegesetz von 1977 den Richter vor einer Strafverfolgung schütze.